# Power-Efficient Gathering in Sensor Information Systems
Il PEGASIS, (Power-Efficient Gatherind in Sensor Information Systems), è un protocollo MAC basato su TDMA, nelle reti di sensori wireless (WSN). Il  PEGASIS ha apportato un miglioramento di LEACH (basato su claster), utilizzando un protocollo basato sulla creazione di una catena di sensori.

## Obiettivo
Il PEGASIS ha come obiettivo quello di ridurre il consumo energetico tra i sensori della rete WSN, usando tecniche collaborative, permettendo soltanto il coordinamento locale tra i sensori vicini.

## Protocollo
Il PEGASIS assume che ogni nodo sia in grado di comunicare direttamente con la base station ma questo causerebbe un dispendio in termini di energia. Perciò, a differenza del protocollo LEACH (che ha una struttura a cluster), i nodi PEGASIS formano una catena. Ad ogni round, solo un nodo della catena è incaricato di trasmettere i dati alla base station, decidendo a turno chi invierà i dati.

## Miglioramenti
I miglioramenti che PEGASIS apporta a LEACH sono prettamente riferiti al tempo di vita della WSN che è circa due volte superiore rispetto a LEACH.